# Heterusia trebonia
Heterusia trebonia là một loài bướm đêm trong họ Geometridae.